# Bärsskärs fjärden
Bärsskärs fjärden är en fjärd i Finland. Den ligger i landskapet Egentliga Finland, i den södra delen av landet, 130 km väster om huvudstaden Helsingfors.
Bärsskärs fjärden avgränsas i väster av Lånholmen, Brännskäret och Lammörarna samt i öster av Bärsskäret och Furuskäret. I norr ansluter den till Skallerfjärden vid Nålskärs örarna och i söder till Drätten vid Ejskärs grunden.